# Tesauro Beccaria
Pour les articles homonymes, voir Beccaria.
Tesauro Beccaria, aussi connu comme Tesauro dei Beccheria et depuis comme San Tesauro (né à Pavie, Italie, et mort à Florence le 12 septembre 1258) est un ecclésiastique et un homme politique italien du XIIIe siècle. Il est membre de l'ordre des Vallombrosains.

## Biographie
Descendant de la noble et importante famille pavesanne des Beccaria, il naît à Pavie (dans des données qui restent imprécises).
Il entre dans la communauté des Vallombrosains, une branche des ordres bénédictins, en devenant abbé général.
Le pape Alexandre IV l'envoie à Florence, comme légat pontifical, avec la mission de chercher un accord parmi les factions guelfe et gibeline de la ville car, après la mort de Frédéric II (1250), la faction guelfe avait pris le dessus à Florence, en accomplissant une longue série de ventes, d'expropriations et d'épurations pour forcer à l'exil les familles gibelines avec la destruction de leurs maisons.
En 1258, Tesauro Beccaria est arrêté avec l'accusation d'avoir traité secrètement avec Manfred Ier de Sicile pour favoriser le retour des Gibelins à Florence. Poursuivi en justice et condamné à mort, le 4 (ou le 12) septembre 1258 il est exécuté, par décapitation, dans l'ancienne place de Sant'Apollinare, actuellement Piazza San Firenze. L'exécution cause à la ville de Florence une interdiction papale qui dura plus de sept ans. Le meurtre de l'abbé provoqua même la condamnation de la part de la Ville de Pavie qui menace alors d'emprisonner les marchands florentins et d'en confisquer les biens. Les Florentins répondirent, à travers la plume de Brunetto Latini, que si l'abbé était ressuscité mille fois, mille fois il mériterait la mort, même en se déclarant disposé à des négociations de paix.
Sur l'effective culpabilité de l'abbé, les spécialistes sont plutôt divisés, comme sur son investiture cardinale. Comme cette période était caractérisée par une grande instabilité et une grande confusion, il reste difficile de croire que le délégué pontifical ait intrigué avec le principal ennemi de la papauté contre ses alliés.
Quant à l'investiture, quelques spécialistes soutiennent que Beccaria avait été nommé cardinal par le pape Alexandre IV en 1254, d'autres qu'il ne fut pas nommé cardinal, mais qu'il remplissait la charge de vicaire du cardinal Ottaviano degli Ubaldini.
Dans le tableau de Domenico Pestrini (XVIIe siècle), conservé dans la chapelle San Bernardo de la Basilique Santa Prassede à Rome, sont représentés quelques épisodes de la vie de San Tesauro Beccaria, envoyé du pape Alexandre IV à Florence, à la suite des discordes citadines, décoré de la pourpre sacrée, peu avant de subir le martyre. Il est possible que la nouvelle de sa nomination comme cardinal ait été répandue pour décourager les Guelfes florentins de le condamner et de l'exécuter.
Dante Alighieri, qui ne vint à connaître l'événement que par la seconde version, celle de Brunetto Latini, plaça l'abbé dans le neuvième cercle de l'Enfer, dans le Cocyte, parmi les traîtres de la patrie (Inferno, XXXII 118-119).
Dans l'abbaye de Vallombroseuse, située à une quarantaine de kilomètres de Florence, est conservée une toile de Niccolò Lapi (1661-1732) qui représente, en référence hagiographique, l'exécution de Tesauro Beccaria.
Dans le martyrologe bénédictin, il est vénéré comme cardinal martyr le 4 septembre, et dans le calendrier catholique comme San Tesauro, le 12 septembre.

## Sources
- (it) Cet article est partiellement ou en totalité issu de l’article de Wikipédia en italien intitulé « Tesauro Beccaria » (voir la liste des auteurs).